# The Dirty South
The Dirty South è il quinto album in studio del gruppo musicale statunitense Drive-By Truckers, pubblicato nel 2004.

## Tracce
1. Where the Devil Don't Stay – 5:19 (Mike Cooley)
2. Tornadoes – 4:15 (Patterson Hood)
3. The Day John Henry Died – 3:48 (Jason Isbell)
4. Puttin' People on the Moon – 4:55 (Patterson Hood)
5. Carl Perkins' Cadillac – 5:26 (Mike Cooley)
6. The Sands of Iwo Jima – 4:12 (Patterson Hood)
7. Danko/Manuel – 5:47 (Jason Isbell)
8. The Boys from Alabama – 4:27 (Patterson Hood)
9. Cottonseed – 6:23 (Mike Cooley)
10. The Buford Stick – 4:43 (Patterson Hood)
11. Daddy's Cup – 5:53 (Mike Cooley)
12. Never Gonna Change – 5:24 (Jason Isbell)
13. Lookout Mountain – 5:02 (Patterson Hood)
14. Goddamn Lonely Love – 4:59 (Jason Isbell)